# 東日本橋駅
東日本橋駅（ひがしにほんばしえき）は、東京都中央区東日本橋三丁目にある、東京都交通局（都営地下鉄）浅草線の駅。駅番号はA 15。

## 概要
東京都中央区の北東部に立地する地下鉄駅である。都営浅草線全ての電車が止まる停車駅であり、乗り換え駅にも指定されている都営地下鉄新宿線の馬喰横山駅と接続されており、都営地下鉄の主要駅として扱われている。
ホーム上の駅名標下部には「問屋街」の表示があるが、副名称の扱いではなく、路線図や案内放送では使用していない。

### 接続駅
連絡通路を経由して、以下の路線への乗り換えが可能である。
- 東京都交通局（都営地下鉄）
  -  都営地下鉄新宿線（馬喰横山駅） - 徒歩3分程。同じ都営地下鉄の駅であるが、改札を出て地下通路を歩く必要がある。自動改札機はピンク色のものとオレンジ色のものの2種類が別々に設置されており、このうち後者を利用することで新宿線への乗り換えとして扱われる。なお、定期券やPASMO等のIC乗車券、一日乗車券等はどちらの改札機でも乗り換えが可能となっている。この方式は飯田橋駅なども同様である。

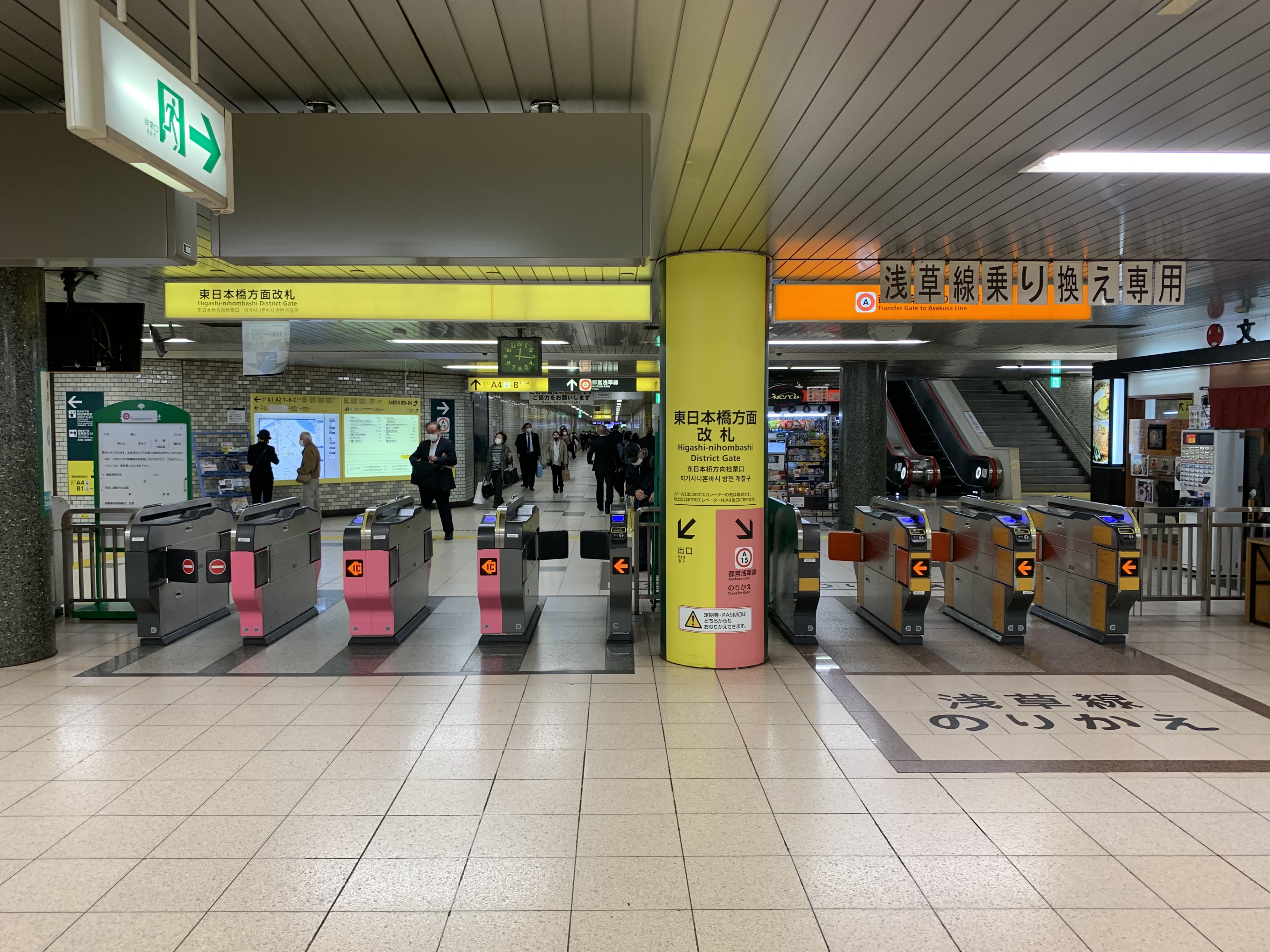
馬喰横山駅・東日本橋方面改札（2020年11月6日撮影）

- 東日本旅客鉄道（JR東日本）
  -  総武快速線（馬喰町駅） - 徒歩6分程。直接両駅を結ぶ地下通路はなく、前述の馬喰横山駅を経由しての乗り換えとなるため、多少時間がかかる。

### 駅名の由来
計画時の仮称は「久松町」（ひさまつちょう）であった。日本橋地区（中央区の旧日本橋区の地域）の東端という理由で駅名が付けられた。
地名「東日本橋」は駅開業後の1971年に、住居表示実施に伴い誕生した（駅名が地名に先行して命名された）。

## 歴史
- 1962年（昭和37年）5月31日：都営1号線の駅として開業[2]。
- 1972年（昭和47年）7月15日：国鉄（現：JR東日本）総武快速線の馬喰町駅が開業し、乗り換え業務を開始（当時は地上に一度出ての乗り換え）。
- 1978年（昭和53年）7月1日：都営1号線を浅草線に改称[2]。
- 1978年（昭和53年）12月21日：都営地下鉄新宿線の馬喰横山駅が開業[2]。同時に地下連絡通路が開通し、3駅同時の乗り換え業務を開始し、現在に至る。
- 1998年（平成10年）11月18日：エアポート快速特急（現・エアポート快特）の停車駅に指定される。
- 2007年（平成19年）3月18日：ICカード「PASMO」の利用が可能となる[5]。
- 2015年（平成27年）4月1日：新橋駅務管理所浅草橋駅務区から馬喰駅務管理所馬喰駅務区の管理下に変更される。同時に東京都営交通協力会委託となる。

## 駅構造
相対式ホーム2面2線を有する地下駅である。
開業当時は改札外のみ連絡通路があったが、1990年代にホームの浅草橋寄りにエスカレーターを併設した連絡通路が新設された。2007年度から防災改良工事や外壁改装工事の他、B1出入口前へのエレベーター新設工事などが行われている。

### のりば
| 番線 | 路線       | 行先                           |
| ---- | ---------- | ------------------------------ |
| 1    | 都営浅草線 | 西馬込・ 羽田空港・ 京急線方面 |
| 2    | 都営浅草線 | 押上・ 京成線・ 北総線方面     |

（出典：都営地下鉄:駅構内図）

## 利用状況
2023年（令和5年）度の1日平均乗降人員は75,870人（乗車人員：37,951人、降車人員：37,919人）である。浅草線全20駅中第8位。
- 1991年度までと1995年度から2005年度までの乗車人員は、新宿線との乗換人員を含まない値である。

各年度の1日平均乗降・乗車人員数の推移は下表の通り。
| 年度               | 1日平均 乗降人員 | 1日平均 乗車人員 | 出典     |
| ------------------ | ---------------- | ---------------- | -------- |
| 1990年（平成02年） |                  | 12,918           | [ * 1 ]  |
| 1991年（平成03年） |                  | 13,779           | [ * 2 ]  |
| 1992年（平成04年） |                  | 38,956           | [ * 3 ]  |
| 1993年（平成05年） |                  | 38,847           | [ * 4 ]  |
| 1994年（平成06年） |                  | 38,696           | [ * 5 ]  |
| 1995年（平成07年） |                  | 13,317           | [ * 6 ]  |
| 1996年（平成08年） |                  | 13,079           | [ * 7 ]  |
| 1997年（平成09年） |                  | 12,627           | [ * 8 ]  |
| 1998年（平成10年） |                  | 11,923           | [ * 9 ]  |
| 1999年（平成11年） |                  | 11,522           | [ * 10 ] |
| 2000年（平成12年） |                  | 11,173           | [ * 11 ] |
| 2001年（平成13年） |                  | 11,041           | [ * 12 ] |
| 2002年（平成14年） |                  | 11,238           | [ * 13 ] |
| 2003年（平成15年） | 72,359           | 11,063           | [ * 14 ] |
| 2004年（平成16年） | 70,020           | 11,159           | [ * 15 ] |
| 2005年（平成17年） | 69,674           | 11,397           | [ * 16 ] |
| 2006年（平成18年） | 70,493           | 34,995           | [ * 17 ] |
| 2007年（平成19年） | 73,305           | 36,567           | [ * 18 ] |
| 2008年（平成20年） | 73,839           | 36,852           | [ * 19 ] |
| 2009年（平成21年） | 73,835           | 36,897           | [ * 20 ] |
| 2010年（平成22年） | 73,841           | 36,830           | [ * 21 ] |
| 2011年（平成23年） | 72,287           | 36,066           | [ * 22 ] |
| 2012年（平成24年） | 74,630           | 37,005           | [ * 23 ] |
| 2013年（平成25年） | 76,995           | 38,339           | [ * 24 ] |
| 2014年（平成26年） | 77,514           | 38,692           | [ * 25 ] |
| 2015年（平成27年） | 78,785           | 39,323           | [ * 26 ] |
| 2016年（平成28年） | 80,654           | 40,311           | [ * 27 ] |
| 2017年（平成29年） | 83,290           | 41,695           | [ * 28 ] |
| 2018年（平成30年） | 85,113           | 42,453           | [ * 29 ] |
| 2019年（令和元年） | 84,888           | 42,365           | [ * 30 ] |
| 2020年（令和02年） | 57,830           | 28,967           |          |
| 2021年（令和03年） | 60,624           | 30,362           |          |
| 2022年（令和04年） | 67,896           | 33,991           |          |
| 2023年（令和05年） | 75,870           | 37,951           |          |

## 駅周辺
- 横山町、馬喰町の繊維問屋街（小売りをする店も少なからずある）
- 薬研堀不動院 - 徒歩3分
- 中央区立日本橋中学校 - 徒歩4分 他（馬喰横山駅・馬喰町駅・浅草橋駅・浜町駅・両国駅の各駅からも通学可）

## バス路線
最寄りの停留所は「東日本橋駅前」「馬喰横山駅」「富沢町」である。
東日本橋駅前
- 都営バス
  - 秋26：葛西駅前行
    - 当駅周辺の清洲橋通りは東行一方通行のため、秋葉原駅前行は江戸通りを西へ数分の所にある小伝馬町停留所から利用する。
    - なお、1996年9月7日までは清杉通り上にも停留所が存在していたが、錦27（京成バスと共同運行）の箱崎町 - 両国駅間廃止に伴い、廃止・撤去された。

馬喰横山駅
- 日立自動車交通
  - 江戸バス（中央区コミュニティバス）北循環：中央区役所行

富沢町
- 日の丸自動車興業
  - メトロリンク日本橋Eライン：地下鉄水天宮前駅方面

## ギャラリー

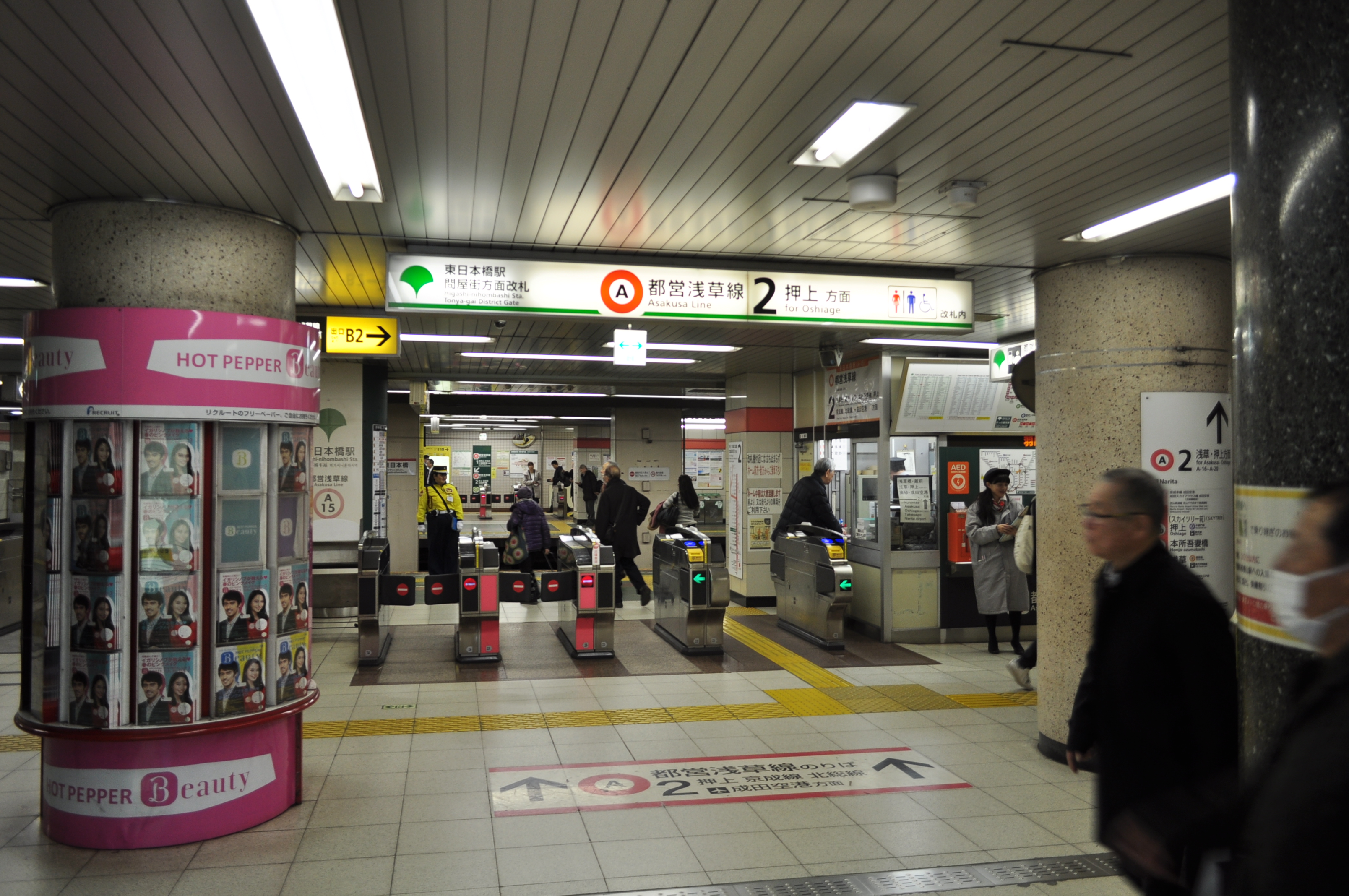
下り線ホーム前 改札口（2018年2月28日撮影）
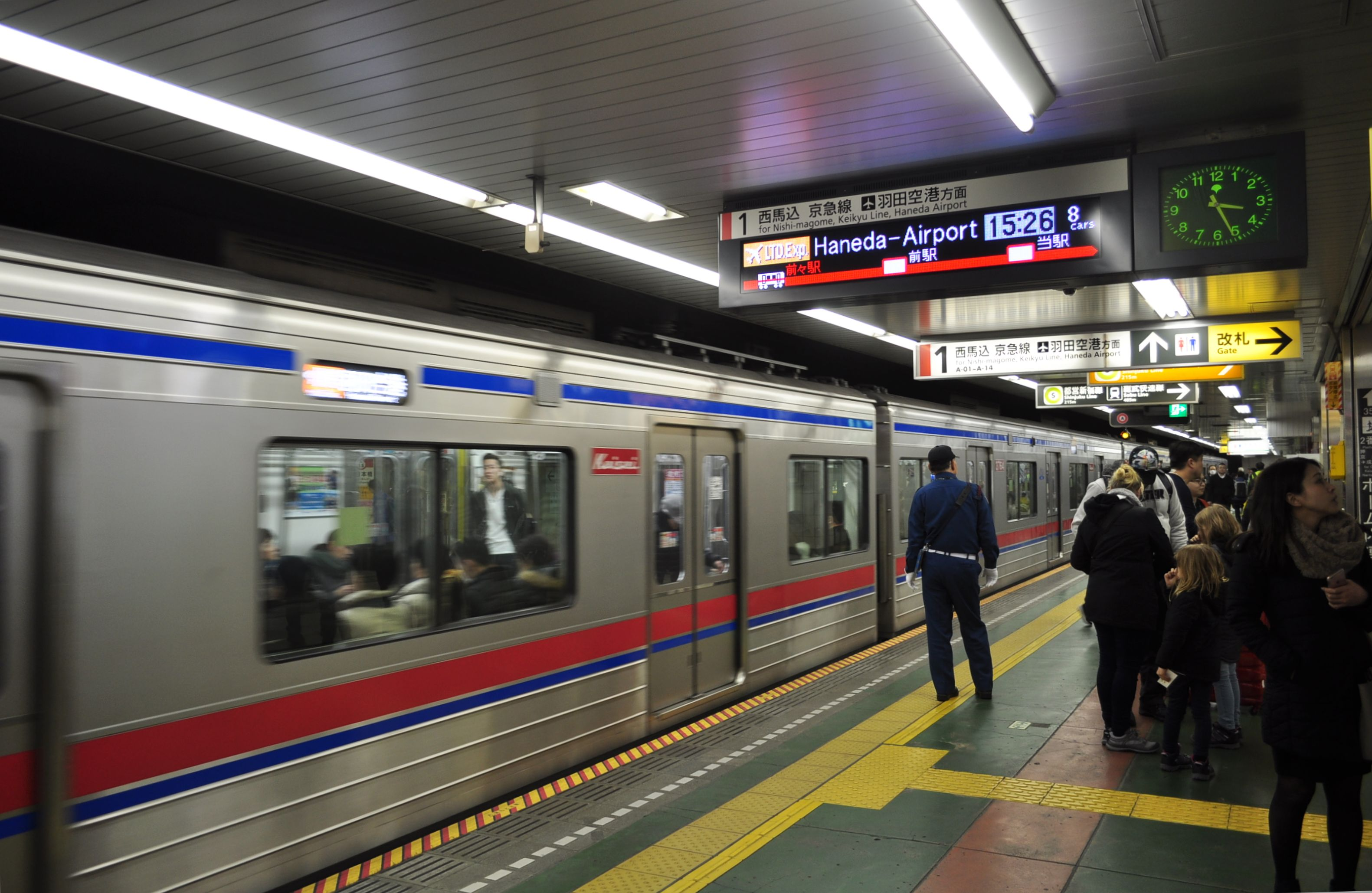
上り線ホーム（2018年2月26日撮影）
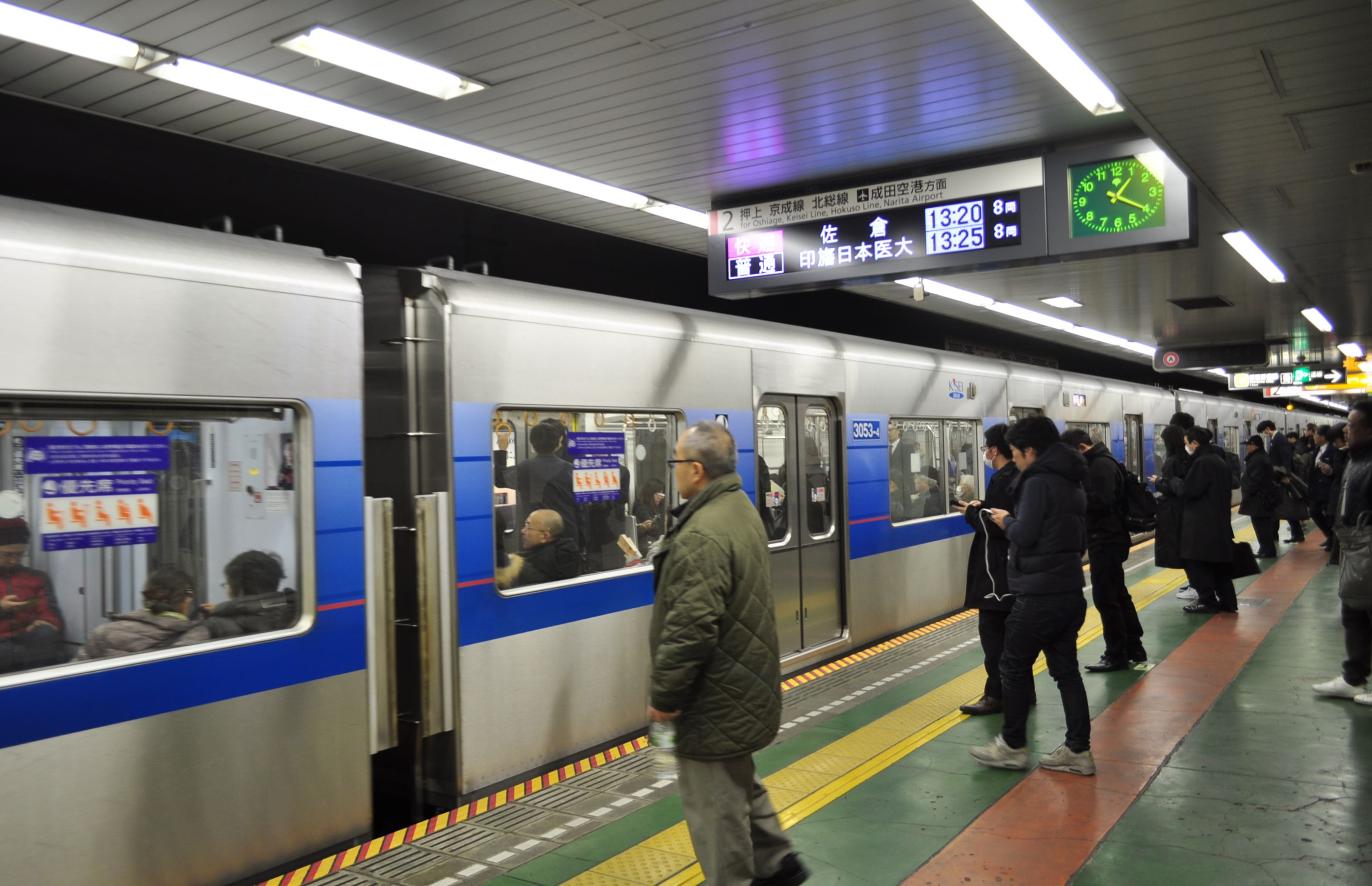
下り線ホーム（2018年2月26日撮影）
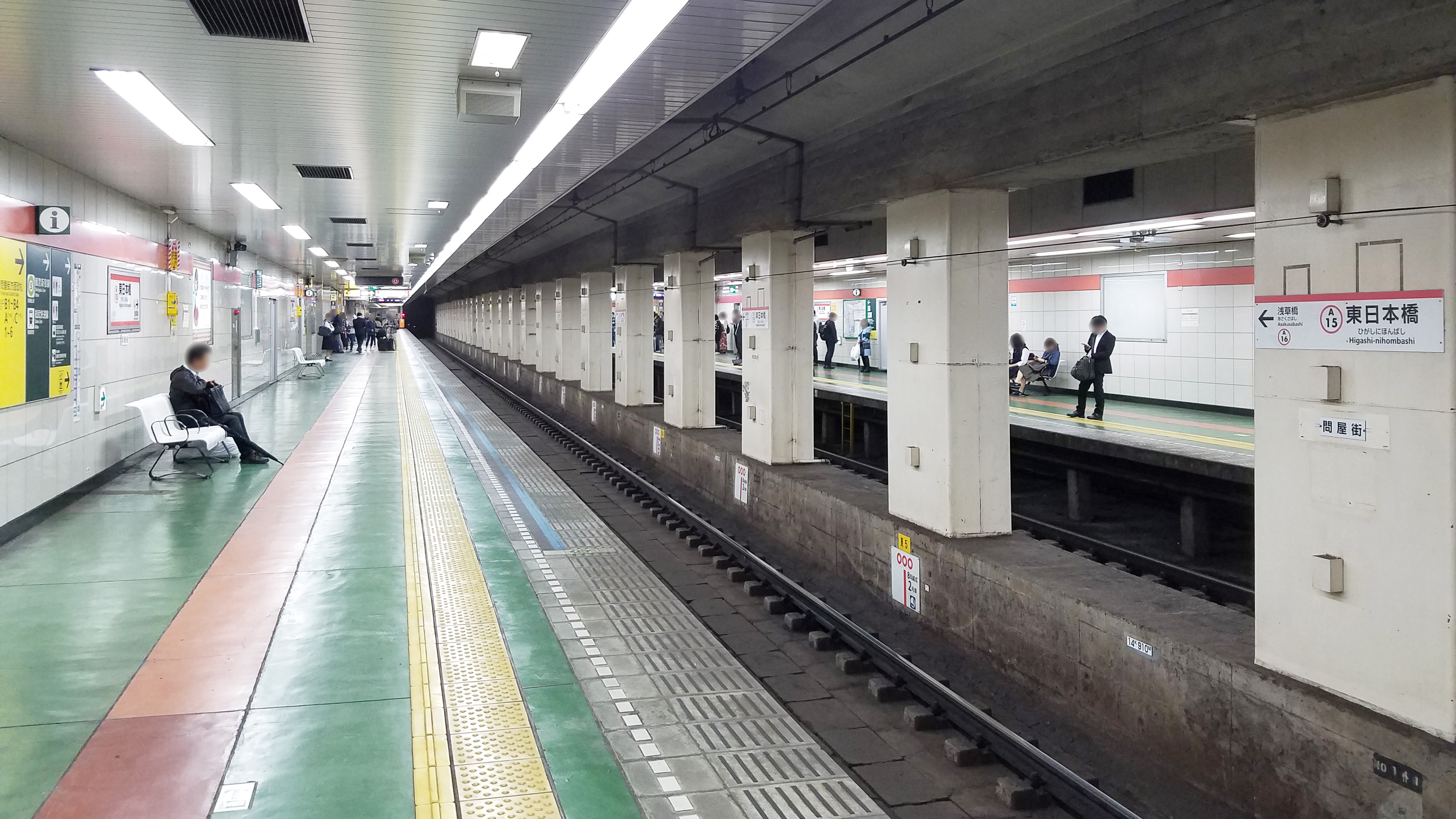
下り線ホーム（2017年5月10日）
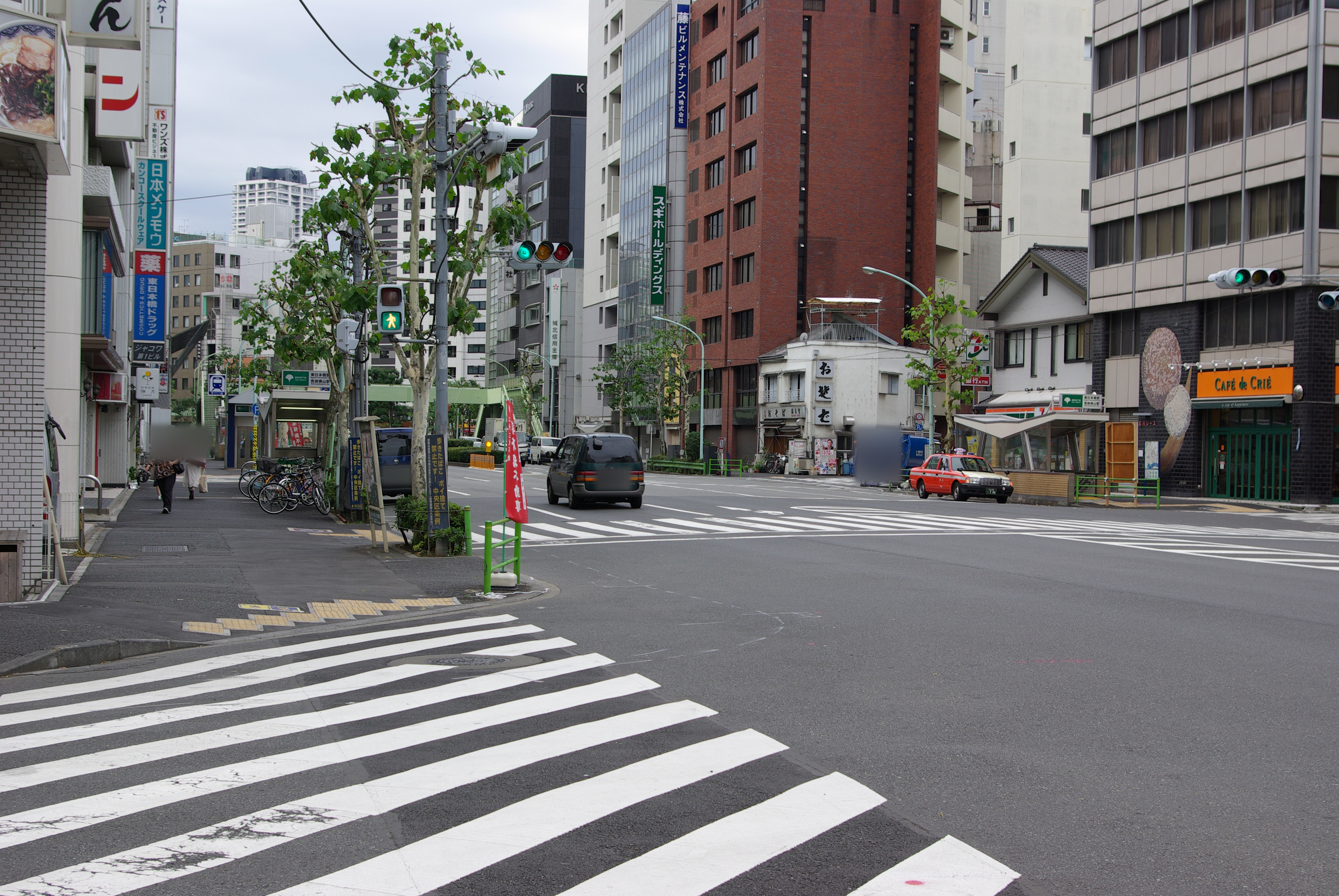
駅上部（2009年7月20日撮影）

## 隣の駅
東京都交通局（都営地下鉄）
 都営浅草線
■エアポート快特
日本橋駅 (A 13) - 東日本橋駅 (A 15) - 浅草駅 (A 18)
■エアポート快特以外の列車種別
人形町駅 (A 14) - 東日本橋駅 (A 15) - 浅草橋駅 (A 16)